# Test di Widal

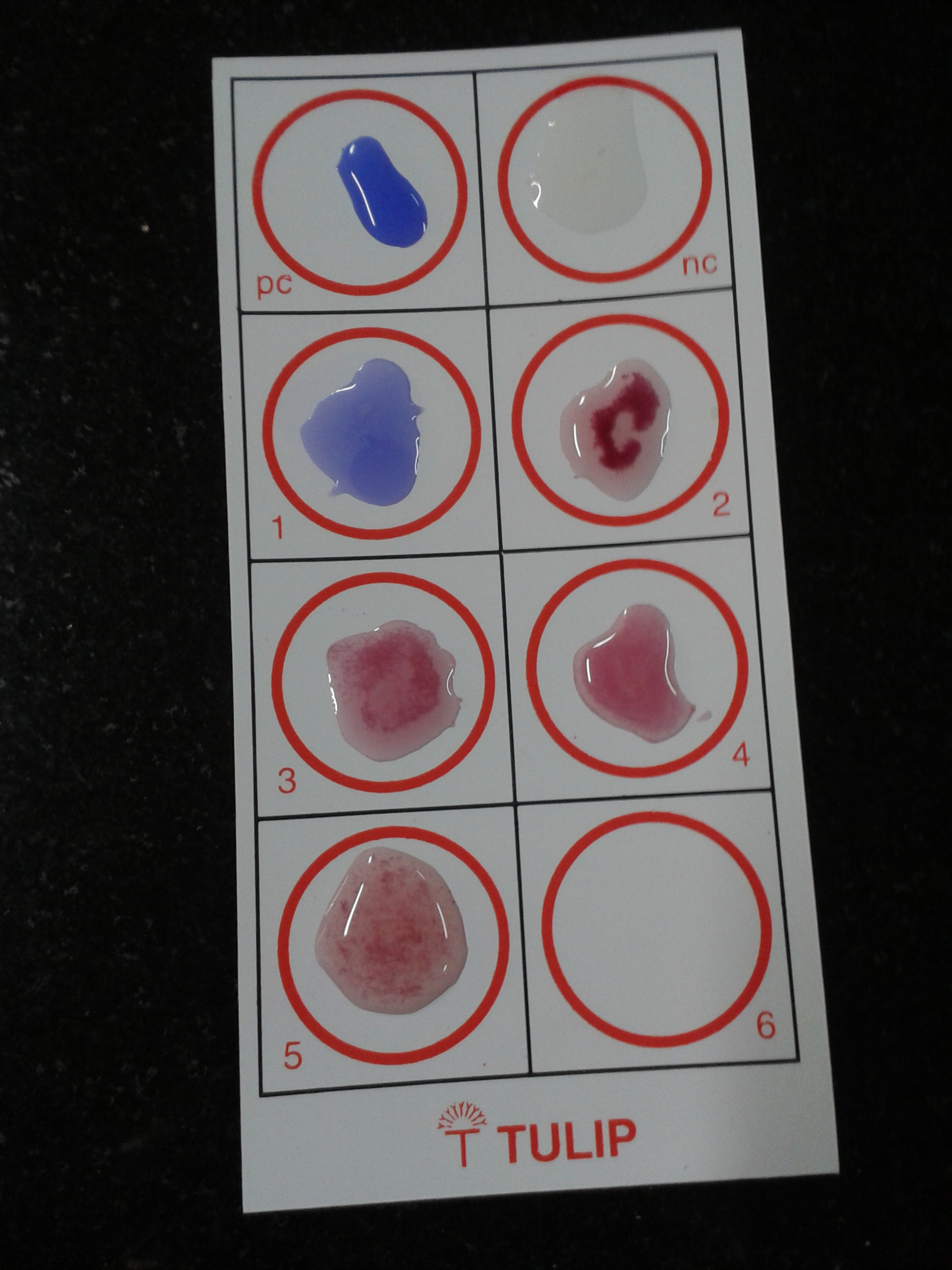
Una diapositiva del test di Widal che mostra le reazioni di agglutinazione dei corrispondenti antigeni O e H.

Il test di Widal o reazione di Widal è un metodo utile per la diagnosi di malattie infettive caratterizzate da febbre persistente. Prende il nome dal patologo francese Georges-Fernand Widal.

## Metodo
La diagnosi è basata sulla reazione di agglutinazione tra l'antigene, presente nel reattivo, e gli anticorpi presenti eventualmente nel siero del paziente.
Questo metodo determina quantitativamente gli anticorpi, agglutinine, presenti nei pazienti affetti da febbre tifoide, causata da Salmonella. È consigliato effettuare il test di Widal dopo 2-3 settimane dall'infezione, periodo in cui si ha il massimo titolo anticorpale.
Un aumento del titolo Ab anti-O è indice di infezione in atto, mentre un aumento del titolo Ab anti-H è indice di un'infezione pregressa.

## Principio
Quando il siero che contiene le agglutinine specifiche reagisce con il suo omologo antigene, in condizioni ottimali e controllate, forma un'agglutinazione visibile. Questa reazione può essere eseguita su vetrino portaoggetti, provetta o micropiastra.
Nel caso della micropiastra il siero viene diluito a raddoppio nei pozzetti e, dopo l'aggiunta dell'antigene, la micropiastra viene incubata, per il tempo previsto, e successivamente letta.
Solitamente l'antigene è colorato per agevolare la lettura; la positività appare come uno strato omogeneo di cellule sul fondo del pozzetto, mentre le risposte negative appaiono come un "bottone" totalmente o parzialmente compatto e molto colorato.